# Občina Osilnica
Občina Osilnica (slovinsky Občina Osilnica německy Gemeinde Ossilnitz) je jedna ze slovinských občin. Správním centrem je Osilnica.

## Sídla
- Belica
- Bezgarji
- Bezgovica
- Bosljiva Loka
- Grintovec pri Osilnici
- Križmani
- Ložec
- Malinišče
- Mirtoviči
- Osilnica
- Padovo pri Osilnici
- Papeži
- Podvrh
- Ribjek
- Sela
- Spodnji Čačič
- Strojiči
- Zgornji Čačič
- Žurge